# Rivière White Bear (Labrador)
La rivière White Bear (anglais : White Bear River) (rivière de l'Ours Blanc) est un fleuve d'environ 110 km de long situé à l'est de la péninsule du Québec-Labrador, au Labrador dans la province canadienne de Terre-Neuve-et-Labrador.
L'ensemble du cours de la rivière et son bassin versant sont situés dans la réserve de parc national Akami-Uapishkᵁ–KakKasuak–Monts-Mealy,.

## Description
La rivière White Bear prend sa source dans les monts Mealy (anglais : Mealy Mountains), au sud-est du lac Melville, dans un étang à une altitude d'environ 540 mètres (53° 29′ 32″ N, 58° 29′ 49″ O). Les sommets de roche nue arrondis sous l'action glaciaire des monts Mealy situés à une dizaine de kilomètres au nord-ouest s'élèvent à 1 180 mètres au-dessus du lac Melville. Ils sont inclus depuis 2015 dans la réserve de parc national Akami-Uapishkᵁ–KakKasuak–Monts-Mealy.
Le petit ruisseau descend rapidement de la montagne vers le sud-est en traversant un petit lac puis vers l'est pour se jeter dans un lac glaciaire relativement vaste (53° 29′ 07″ N, 58° 28′ 01″ O) situé à 410 mètres d'altitude s'étirant en longueur vers l'est et alimenté par d'autres ruisseaux de tête de bassin.
La petite rivière poursuit son parcours vers le sud-est à travers plusieurs lacs dans une région boisée de tourbières à faible déclivité. Elle prend ensuite une direction vers l'est (53° 25′ 50″ N, 58° 14′ 11″ O) en recevant de modeste affluents venant deux deux rives. La rivière coule en amont sur environ 60 kilomètres principalement vers l'est à travers un paysage riche en lacs.
La rivière traverse ensuite une zone de collines nues avec plusieurs rapides avant de recevoir un affluent substantiel en rive droite (53° 26′ 54″ N, 58° 01′ 22″ O) puis son principal affluent en rive gauche (53° 27′ 54″ N, 58° 01′ 45″ O) prenant sa source dans étang situé à environ 480 mètres d'altitude (53° 35′ 25″ N, 58° 21′ 12″ O).
L'abondante rivière large de plus de 50 mètres en moyenne poursuit son chemin à travers une zone de collines rocheuses avec une chute haute de 8,5 mètres (53° 28′ 02″ N, 58° 00′ 47″ O) avant une série de rapides dans une vallée creusée par l'érosion fluvioglaciaire vers l'est s'orientant progressivement vers le nord-est sur un tronçon de 12 kilomètres puis au nord et au nord-est sur un tronçon de 23 kilomètres
La rivière White Bear reçoit un abondant affluent en rive gauche (53° 38′ 26″ N, 57° 47′ 06″ O) avant de marquer un coude à travers les collines boisées (53° 39′ 56″ N, 57° 41′ 15″ O) pour s'orienter sur un tronçon de 15 kilomètres vers le sud puis le sud-est dans un lit large de plusieurs centaines de mètres avec plusieurs branches séparés par des bancs d'alluvions se rétrécissant en un lit unique coupé de rapides avant une dernière chute d'eau haute de 7,6 mètres (53° 35′ 12″ N, 57° 31′ 54″ O).
L'embouchure reçoit le ruisseau Southwest (ruisseau du Sud-Ouest) en rive droite, rivière prenant sa source à 340 mètres d'altitude (53° 20′ 14″ N, 58° 03′ 26″ O) en amont d'un petit lac et suit une direction vers l'est avec un étroit bassin versant situé entre ceux de la rivière White Bear au nord et Eagle au sud. Le ruisseau Southwest peut être considéré comme un fleuve tributaire de la baie Sandwich ou un affluent de la rivière White Bear dont l'influence est perceptible plus en aval (53° 36′ 20″ N, 57° 30′ 19″ O) selon les marées.
La rivière s'élargit fortement en formant une embouchure à la tête d'une petite baie latérale à l'ouest de la Baie Sandwich. L'embouchure de la rivière Eagle se trouve environ 5 kilomètres au sud-est avec une baie parallèle à celles de la rivière White Bear, les deux baies se rejoignant à la pointe Separation.
La baie Sandwich est une baie profonde sur la côte est du Labrador ouvrant sur la mer du Labrador.

## Hydrologie
La rivière White Bear draine une superficie de 1 075 km2, alimentée par 50 affluents.
Le bassin de la rivière White Bear borde celui de la rivière Eagle situé à l'ouest et au sud.
Le débit moyen à l'embouchure n'est pas connu. Les débits mensuels les plus élevés se produisent généralement pendant la fonte des neiges, en mai et en juin.

## Faune piscicole
Le saumon atlantique et l'omble de fontaine anadrome sont les espèces les plus communes reportées dans la rivière White Bear.
La rivière White Bear est notée pour ses nombreux rapides et chutes, dont trois obstruent partiellement la poissons migrateurs sur la branche principale. La première chute haute de 7,6 mètres se trouvant à l'embouchure a été décrite comme un obstacle partiel sérieux.

## Histoire
Le 22 juillet 1778, George Cartwright est devenu le premier homme blanc connu à explorer la rivière Eagle, parcourant les rives de la rivière à la recherche de gibier. Il a relevé dans ses notes la grande beauté de la rivière.

## Occupation humaine
Le bassin de la rivière White Bear est situé dans une région isolée qui ne compte aucun habitant permanent. La région n'est accessible qu'en hydravion.